# Revetiș, Arad

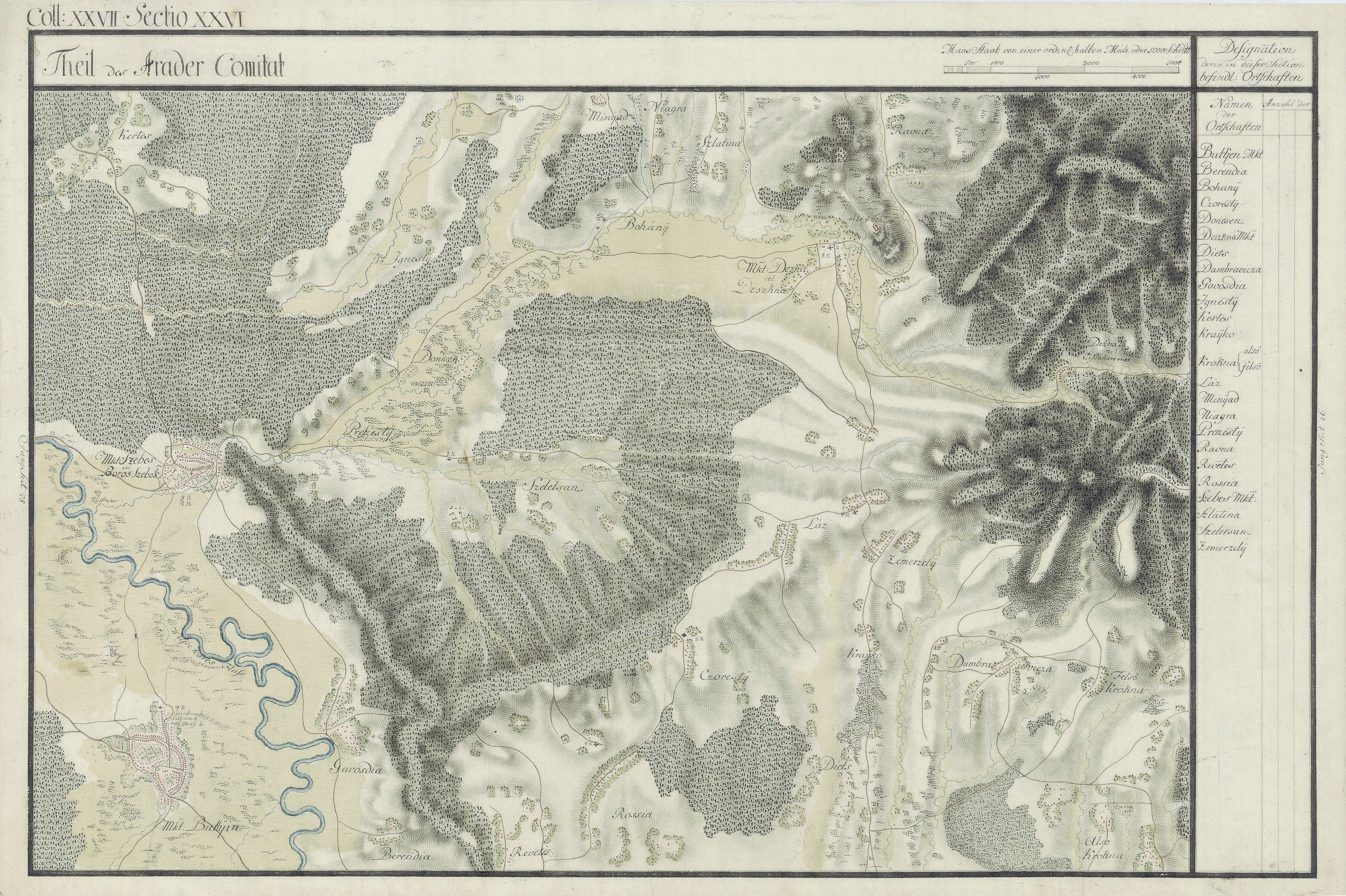
Revetiș în Harta Iosefină a Comitatului Arad, 1782-85

Revetiș este un sat în comuna Dieci din județul Arad, Crișana, România. Satul Revetiș este situat pe malul drept al Crișului Alb, între Dieci și Berindia. Satul Revetiș aparține de Comuna Dieci, la fel și satele Cociuba, Roșia și Crocna.

## Populație
Populația localității număra la recensământul din 2002, 348 de locuitori, dintr-e care 94,2% sunt români iar restul rromi.

## Istoric
Prima atestare documentară a satului Revetiș, dateză din anii 1553-1561, în timp ce satele Roșia și Cociuba sunt atestate documentar în 1553. Comuna Dieci este atestată documentar în anul 1692.

## Economia
Economia este predominant agrară. 

## Turism
Principala atracție turistică a satului Revetiș este Muzeul Etnografic, unde sunt expuse obiecte etnografice specifice zonei. O altă atracție turistică a zonei este Mănăstirea de la Roșia, înființarea acesteia începând în 1993 și a durat până în 1995.

## Galerie foto

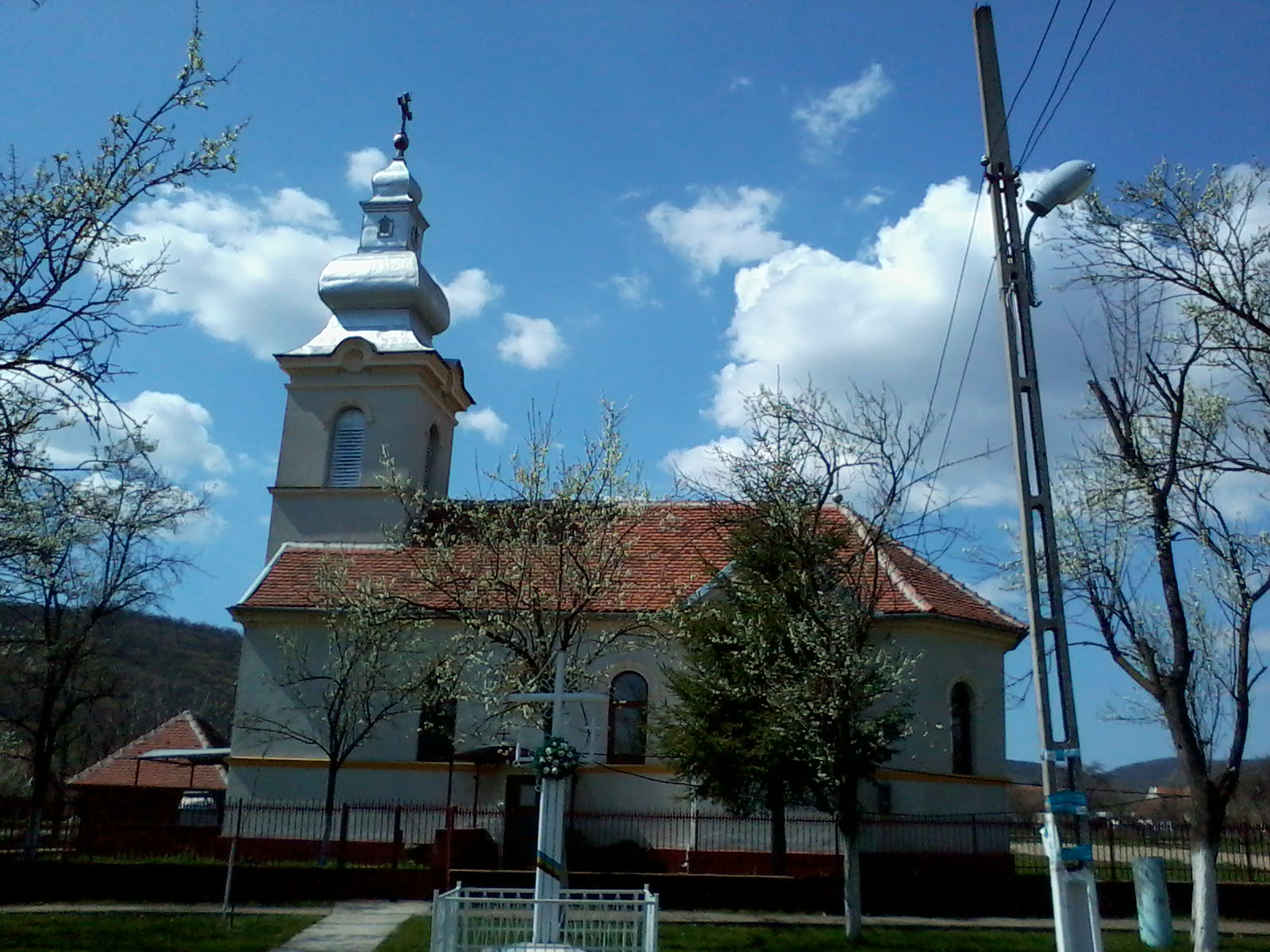
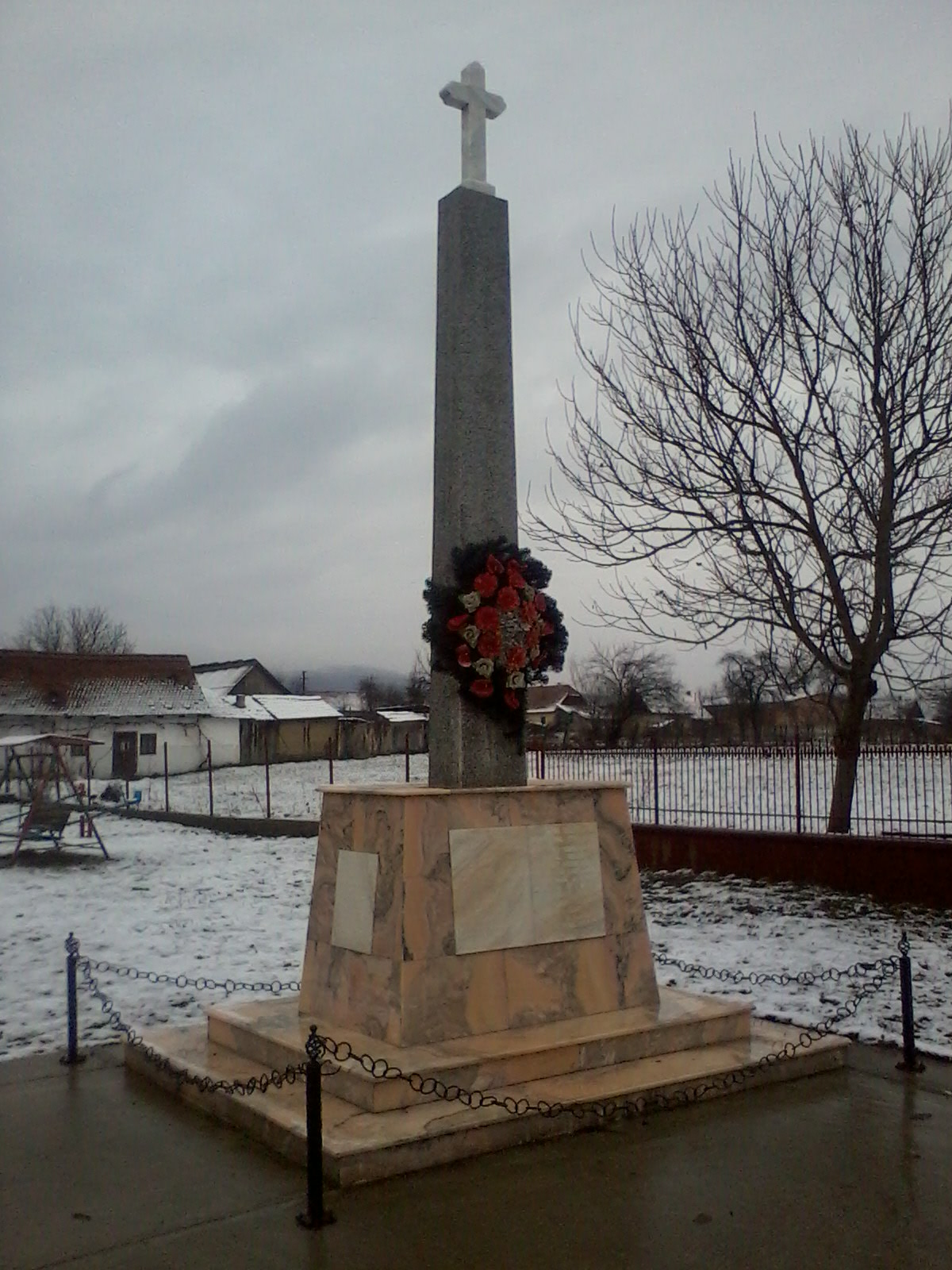
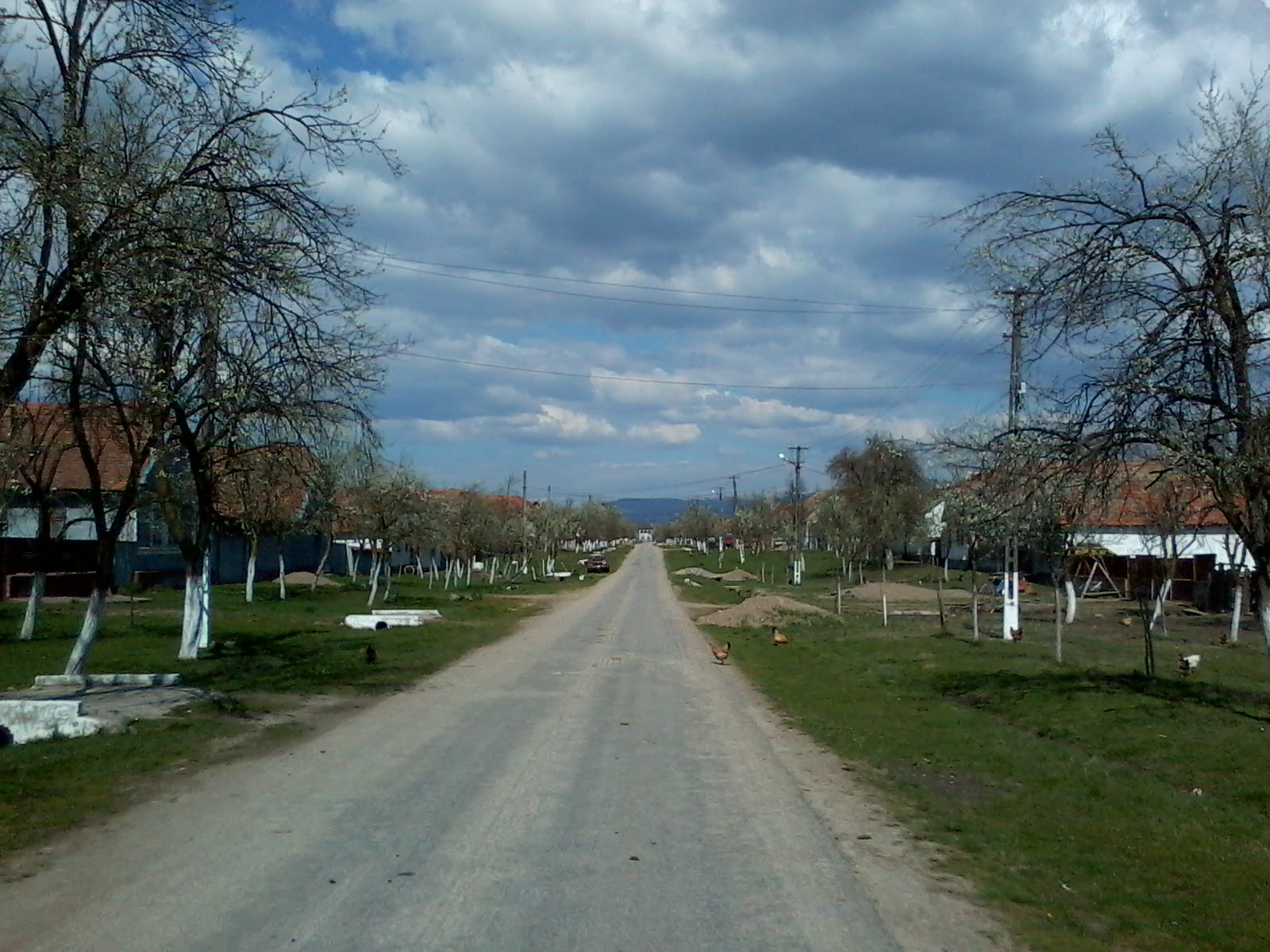